# Fin-Nunatak
Der Fin-Nunatak ist ein 805 m hoher Nunatak nahe der Wilkins-Küste im Palmerland auf der Antarktischen Halbinsel. Er ragt inmitten des Casey-Gletschers auf.
Der australische Polarforscher Hubert Wilkins fotografierte ihn am 20. Dezember 1928 bei einem Überflug. Diese Luftaufnahmen dienten dem US-amerikanischen Kartografen W. L. G. Joerg zwischen 1936 und 1937 der Kartierung. Der Falkland Islands Dependencies Survey nahm im Dezember 1960 Vermessungen des Nunataks vor. Das UK Antarctic Place-Names Committee benannte ihn am 31. August 1962 nach seiner Form, die an eine Finne erinnert.